# 里科港 (潘多省)
里科港是玻利維亞的城鎮，位於該國北部，由潘多省負責管轄，距離首府科維哈169公里，海拔高度175米，每年平均降雨量1,800毫米，2010年人口2,573。
11°06′12″S 67°33′17″W / 11.1033°S 67.5547°W